# ELBO Kentaurus
ELBO Kentaurus ili Kentaurus je borbeno vozilo pješaštva grčke vojske. Ime je dobio po biću iz grčke mitologije - Kentauru. Razvoj Kentaurusa započela je tvrtka ELBO kao privatni projekt, zbog čega se nudi velik izbor različitih inačica Kentaurusa namijenjenih različitim zadacima i namijenama. Prvi prototip je dovršen 1998. godine, a javno prikazivanje imao je u listopadu iste godine. Grčka vojska je 2003. godine naručila 140 Kentaurusa.

## Naoružanje
Glavno naoružanje Kentaurusa je 30 mm Mauser MK 30F top kojeg proizvodi grčka tvrtka EBO. Top ima dva moda paljbe, pojadinačnu ili rafalnu. Borbeni komplet za ovaj top sastoji se od 200 granata spremnih za uporabu i 196 granata u pričuvi. Top i kupla u potpunosti su stabilizirani. Zbog kvalitetnog i modernog sustava upravljanja paljbom (SUP-a), Kentaurus može vrlo precizno pogađati ciljeve u pokretu. 
Kao sekundarno naoružanje koristi se 12,7 mm ili 7,62 suspregnuta strojnica. Kao opcija spominje se umjesto strojnica ugradnja 40 mm bacača granata. 

## Oklop
Oklop Kentaurusa napravljen je od zavarenih čeličnih ploča koje mogu izdržati hitce 7.62 mm strojnice u bilo koji dio vozila i štiti od svih vrsta protupješačkih mina. Kao dodatnu zaštitu može se postaviti eksplozivno-reaktivni oklop. Još jedan plus zaštiti vozila daje i niska radarska i toplinska signatura.

## Pokretljivost
Kentaurus pokreće njemački MTU 6V 183 vodom hlađeni Dieselov motor s turbopunjačem. Postiže najveću snagu od 420 ks pri 2300 okrataja u minuti. Uz modernu automatsku transmisiju ZF LSG 1000 Kentaurus postiže najveću brzinu od 75 km/h i ima omjer snage i težine dobrih 21,76 ks/t. Kentaurus nema amfibijska svojstva, ali može savladati vodenu zapreku dubine do 1.15 metara. Motor i transmisija su dizajnirani tako da se mogu izvaditi za 15 minuta. Zapremnina spremnika za gorivo je 390 litara, što je dovoljno za domet do 500 kilometara.

## Vanjske poveznice
- ELBO  Arhivirana inačica izvorne stranice od 28. rujna 2007. (Wayback Machine)